# Ligne Sungai Buloh–Kajang

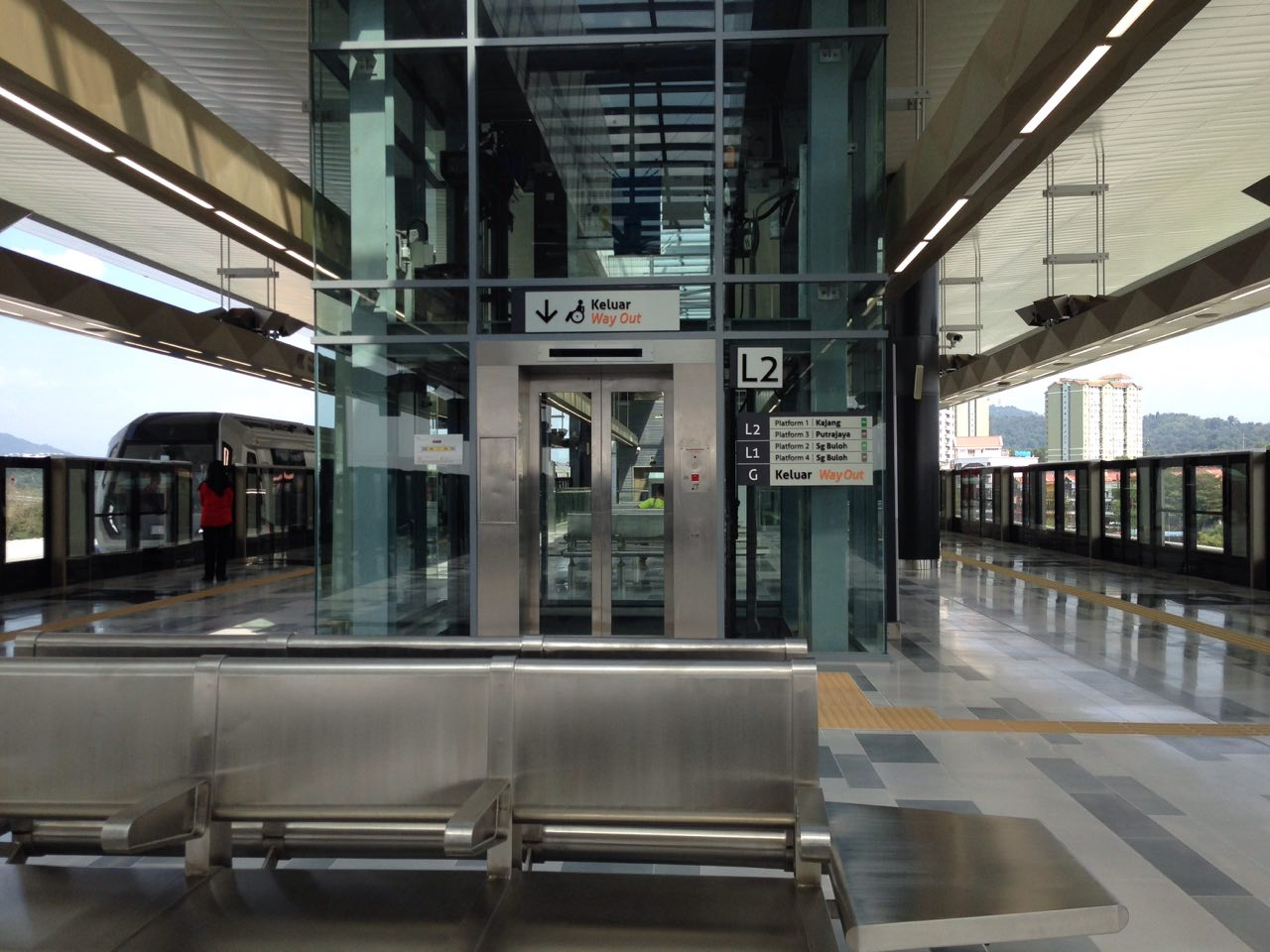
Station en viaduc de Kwasa Damansara.

La ligne Sungai Buloh–Kajang (ligne 9) est une ligne de métro automatique qui dessert l'agglomération de Kuala Lumpur capitale de la Malaisie. Elle a été inaugurée en 2016 et après son prolongement en 2017 la ligne atteint une longueur de 51 kilomètres et dessert 31 stations. La voie est construite en majeure partie sur viaduc avec une dizaine de kilomètres en souterrain. Les rames longues de 90 mètres sont alimentées par troisième rail. Les rames sont à pilotage automatique.  

## Historique
La première étude de la ligne  Sungai Buloh–Kajang  est réalisée en 2006. Le projet de l'époque prévoit la construction d'une ligne longue de 30 km allant de  Kota Damansara à Cheras. La proposition prend sa forme actuelle en 2009. Dans le cadre du 10e plan de la Malaisie mis sur pied en 2010, le gouvernement malais propose de lancer un projet d'infrastructure lourde baptisé  Klang Valley Mass Rapid Transit (KVMRT)  prévoyant la construction de trois lignes de métro avec l'objectif de renforcer l'intégration et l'efficacité des transports publics de la capitale Kuala Lumpur. Ce projet prévoit, outre la construction de la ligne Sungai Buloh–Kajang, la réalisation d'une ligne de 52 kilomètres entre Sungai Buloh et Putrajaya dont l'ouverture partielle est programmée en 2021 et l'achèvement en 2022. Les caractéristiques de la troisième ligne restent en 2017 à définir. La ligne longue de 51 kilomètres a été inaugurée en 2 temps : le 16 décembre 2016 pour le tronçon Sungai Buloh - Semantan (21 km) et le 17 juillet 2017 pour le tronçon Semantan - Kajang (30 km),

## Réseau
La ligne longue de 51 kilomètres s'étire du nord-ouest au sud-est de l'agglomération de Kuala Lumpur en passant par son centre. Elle dessert 31 stations. Les emplacements de 3 stations intermédiaires ont été réservés pour une construction ultérieure. Les rames circulent sur un viaduc à double voie sur 41,5 kilomètres. La ligne comporte une section souterraine longue de 9,5 kilomètres et comprenant 7 stations. L'alimentation électrique en 750 volts se fait par troisième rail. Compte tenu de l'absence de conducteur les stations sont équipées de portes palières qui s'ouvrent et se ferment automatiquement.
La ligne est en correspondance avec plusieurs autres lignes de transport lourd de l'agglomération : 
- Stations de Sungai Buloh et  Kajang Station : correspondance avec la ligne de banlieue du KTM
- Station de Muzium Negara : correspondances à la gare centrale de la ville KL Sentral située à faible distance avec les deux lignes de métro léger, les lignes de banlieue et la navette de l'aéroport (ERL)
- Station de  Pasar Seni : correspondance avec la ligne de métro léger Kelana Jaya
- Stations de Merdeka et Maluri : correspondance avec la ligne de métro léger  Ampang Line
- Station de  Bukit Bintang  correspondance avec la ligne du monorail

## Matériel roulant
Les rames de type Siemens Inspiro longues de 90 mètres comprennent 4 voitures et disposent d'une capacité de 1 200 passagers. Elles sont à pilotage automatique et disposent de l'intercirculation.

Les quais des stations sont équipés de portes palières à ouverture automatique.

| Matériel        | Livraison   | Constructeur | Nombre de rame | Nombre de train par voiture | Photo |
| --------------- | ----------- | ------------ | -------------- | --------------------------- | ----- |
| Siemens Inspiro | 2016 - 2017 | Siemens      | 58             | 4                           |       |

## Exploitation
La ligne est ouverte à compter de 6 heures du matin. et le service est arrêté vers minuit. La fréquence des métros est de 3,3 minutes  aux heures de pointe et de 15 minutes en fin de soirée.

## Galerie

Rame et station
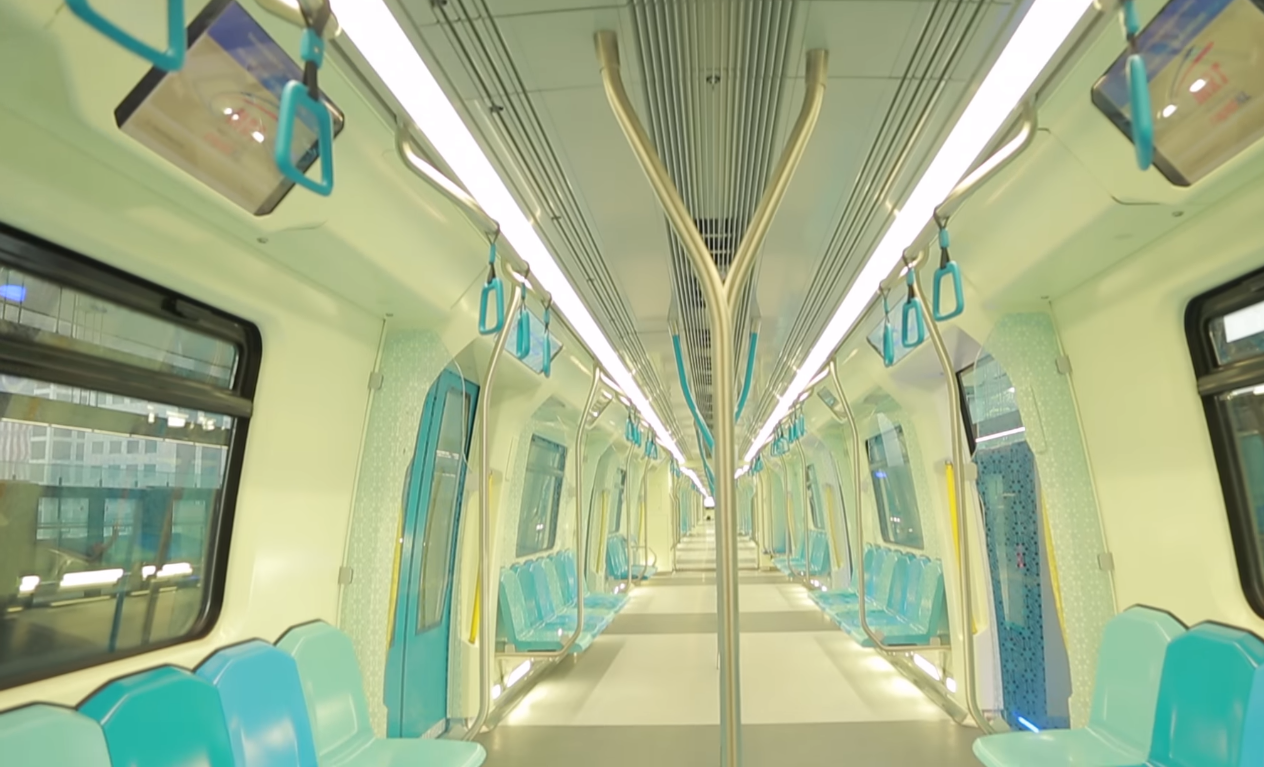
Intérieur d'une rame.
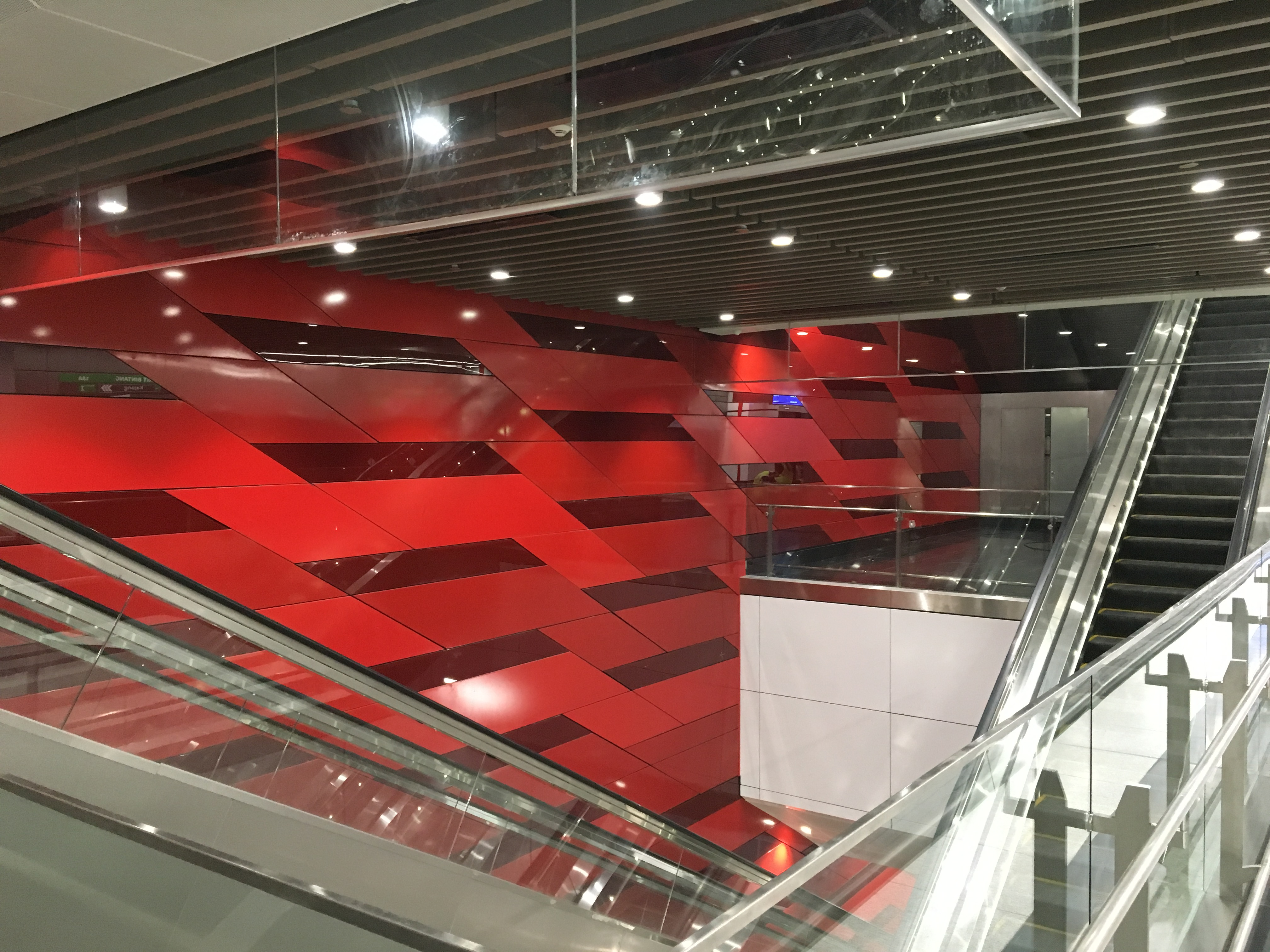
La station Bukit Bintang.